# Samba Cajú
Samba Cajú är en kommun i Angola.   Den ligger i provinsen Cuanza Norte, i den nordvästra delen av landet, 250 kilometer öster om huvudstaden Luanda.
I omgivningarna runt Samba Cajú växer huvudsakligen savannskog. Runt Samba Cajú är det ganska glesbefolkat, med 23 invånare per kvadratkilometer.